# The Patriot (phim 2000)
The Patriot là một bộ phim chiến tranh viễn tưởng lịch sử Mỹ của đạo diễn Roland Emmerich, được viết bởi Robet Rodat, phát hành ngày 30 tháng 6 năm 2000.